# ODESSA
 For alternative betydninger, se Odessa (flertydig). (Se også artikler, som begynder med Odessa)
ODESSA (tysk: Organisation der ehemaligen SS-Angehörigen, "Organisationen af tidligere SS-medlemmer") er en forkortelse, der anvendes om et nazi-netværk, der angiveligt blev etableret ved 2. verdenskrigs slutning af en gruppe SS-officerer. Nogle historikere med den kontroversielle David Irving i spidsen afviser, at en organisation kaldet ODESSA nogensinde har eksisteret.
Formålet med ODESSA-grupperne var at skabe og opretholde hemmelige flugtruter kaldet "rottelinjer" ud af Tyskland til Sydamerika og Mellemøsten for eftersøgte medlemmer. Med forbindelser til Argentina, Egypten, Brasilien, Tyskland, Italien, Schweiz og Vatikanet opererede netværket fra Buenos Aires i Argentina og hjalp Adolf Eichmann, Josef Mengele, Erich Priebke, Aribert Heim og andre SS-medlemmer med at finde skjulesteder i Latinamerika og Mellemøsten.
Både SS-Obersturmbannführer Otto Skorzeny og Sturmbannführer Alfred Naujocks menes at have været aktive i ODESSA-organisationer, men det er aldrig bevist. Det vides med sikkerhed, at Otto Skorzenys adresse i Spanien i en årrække blev anvendt af WACL, hvorfor de fleste historikere formoder, at han var aktiv i dette netværk. Skorzeny havde erfaring fra slutningen af 2. verdenskrig med "black operations" som den nu kendte Operation Greim.
Ligeledes kom general Reinhard Gehlens efterretningsorganisation under mistanke. Det var en organisation, der blev anvendt og beskyttet af amerikanske efterretningskræfter i 2. verdenskrigs sidste måneder og efter krigen blev en vigtig del af NATOs efterretningsnetværk i Østeuropa, samt i Operation Gladio, NATOs hemmelige "stay-behind" paramilitære organisationer). I Argentina var Adolfo Freude angiveligt medlem af ODESSA. Det er påstået, at Hans Rudel var aktiv i Argentina/ODESSA, og at James Jesus Angleton fra OSS (CIAs forløber) samt Eva og Juan Perón var medlemmer af netværket. Det hævdes, at SS-krigsforbryderen Alois Brunner gennem ODESSA kunne flygte til Syrien.
Personer, som hævder at repræsentere ODESSA, tog ansvar for en bilbombe mod anti-nazistiske aktivister d. 9. juli 1979 i Frankrig.